# Irresistible (chanson de Jessica Simpson)
Pour les articles homonymes, voir Irresistible.
Singles de Jessica Simpson
I Think I'm In Love With You
(2000) A Little Bit
(2001)
Irresistible est le premier single de la chanteuse américaine Jessica Simpson, extrait du second album de Irresistible, sorti le 17 avril 2001. Le titre est écrit par Anders Bagge et Arnthor Birgisson, Pamela Sheyne et composé par Anders Bagge et Arnthor Birgisson.

## Développement
En 2000, Jessica commence à enregistrer d'autres choses après Sweet Kisses ; des chansons que Columbia Records trouvent plus adapter pour une diffusion radio. Le succès commercial de son premier album mène Jessica à réévaluer sa carrière et, bien que satisfaite du succès, a l'impression de pouvoir faire mieux que ça. Ayant l'impression que son image trop sage pourrait représenter un frein au développement de sa carrière, Jessica se met à adopter une image plus sexy ainsi qu'un nouveau son, à la suggestion des dirigeants de Columbia Records[réf. nécessaire]. Elle délaisse alors le genre teen pop, pensant qu'adopter une nouvelle image l'aiderait à refaire sa carrière. Sa nouvelle image se remarque lors de ses apparitions sur les tapis rouges. Le développement de sa nouvelle image coïncide avec son nouvel album intitulé Irresistible dont Jessica déclare qu'elle voulait adopter une image « plus sexy et plus mature » : « J'ai enregistré Sweet Kisses à l'âge de 17 ans et j'ai aujourd'hui 21 ans, alors en quatre ans, j'ai grandi », explique Jessica lors d'une interview avec Coventry Newspapers en juillet 2001. Peu de temps avant, en juin 2001, elle déclare dans le magazine « Cosmopolitan » : « cet album parle de celle que je suis devenue. La musique est plus pointue, j'ai bien grandi. » Selon Terri Doughtery, auteur de People in the News: Jessica Simpson and Nick Lachey, Jessica espérait que sa nouvelle image apporterait une plus grande importance à la puissance de sa voix : « Il n'est pas question de simplement chanter que je suis amoureuse. J'ai aussi des chansons qui parlent de ruptures et d'autres qui parlent de querelles entre filles et garçons. Cela va me prendre du temps pour rentabiliser cet album car nous avons dépensé beaucoup d'argent pour cet album », déclare Jessica.

## Informations
Irresistible, la chanson qui ouvre l'opus et qui officie de 1er single, est écrit par Anders Bagge & Arnthor Birgisson et l'auteur de chansons britannique Pamela Sheyne. La chanson, composée par Anders Bagge & Arnthor Birgisson, est un titre R&B, aux influences pop, comportant des éléments pop rock, funk, rhythmes latins, et violons, développant le thème de la sexualité de par les paroles « Je sais que je suis censé le faire attendre / Quoi qu'il en pense j'aime la chasse / Mais je ne peux pas arrêter d'attiser le feu / Je pense qu'il ne vas pas dire non. »
De par son attitude sexy, complétée des paroles suggestives et de l'histoire véhiculée dans son vidéoclip ainsi que du remix urbain produit par Jermaine Dupri, Jessica Simpson s’émancipe et est alors comparée à Mariah Carey lors de sa période d'émancipation parue en 1997, dont lesquels l'attitude sexy et les paroles suggestives qu'elle abordaient à l'époque de la sortie de son single Honey, 1er single de son opus Butterfly, ainsi qu'un remix urbain aussi produit par Jermaine Dupri et le vidéoclip qui accompagne la chanson démontrant Mariah Carey en train de jouer un agent secret, ont largement influencés Jessica Simpson dans sa nouvelle image et pour la promotion de cet opus.

## Remixes
Une version club d'Irresistible est réalisée par Hex Hector, et une version urbaine produite par Jermaine Dupri et Bryan-Michael Cox, en featuring Lil Bow Wow. Le remix urbain, produit par Jermaine Dupri et Bryan-Michael Cox, en featuring Lil Bow Wow, contient un échantillon du titre Jungle Boogie, paru en 1973, interprété par Kool & The Gang, écrit par R. Bell, C. Smith, R. Mickens, D. Boyce, A. Westfield, D. Thomas, R. Bell, G. Brown, et des éléments rejoués du titre Why You Treat Me So Bad de Club Nouveau paru en 1986, écrit par J. Knight, T. McElroy et D. Foster. Ce remix étant un succès, bénéficie alors d'un montage vidéo alternant les scènes du vidéoclip original et les scènes de Jermaine Dupri et Lil Bow Wow, réalisées par Cameron Casey.

## Clip vidéo
Le vidéoclip qui accompagne la chanson, filmé en février 2001. est dirigé par Simon Brand et montre Simpson vêtue de cuir noir, en espionne, essayant de compromettre certains éléments de preuve dans un laboratoire.

## Performance commerciale
La chanson est négativement accueilli par la presse spécialisée, celle-ci jugeant les paroles de « trop sexuellement osées. » En 2003, le single remporte un Broadcast Music Incorporated dans la catégorie Pop Music Awards puis il fut en tête du Top 20 aux États-Unis ainsi que dans sept pays. Il a ensuite été certifié or par la Australian Recording Industry Association.

## Liste des pistes
- Maxi-CD australien

1. Irresistible – 3:13
2. Irresistible (So So Def Remix) – 3:34
3. Irresistible (Riprock 'N' Alex G Remix Deluxe) – 3:05
4. Irresistible (Hex Hector Club Mix) – 8:53

- Maxi single européen

1. Irresistible – 3:13
2. Irresistible (So So Def Remix) – 3:34
3. Irresistible (Hex Hector Club Mix) – 3:31
4. Irresistible (Music Video) – 3:09

- Vinyle 12" britannique

1. Irresistible (So So Def Remix) – 3:34
2. Irresistible (Riprock 'N' Alex G Remix Deluxe) – 3:05
3. Irresistible (Album Version) – 3:14

- Vinyle 12" américain

1. Irresistible (Hex Hector Club Mix) – 8:53
2. Irresistible (So So Def Remix) – 3:34
3. Irresistible (Riprock 'N' Alex G Remix Deluxe) – 3:05
4. Irresistible (Kupper Club Mix) – 7:04
5. Irresistible (Kupper Club Mix Instrumental) – 7:04
6. Irresistible (So So Def Remix Instrumental) – 3:34

## Classements
| Classement (2001)                      | Meilleure position |
| -------------------------------------- | ------------------ |
| Allemagne                              | 33                 |
| Australie (ARIA)                       | 21                 |
| Autriche (Ö3 Austria Top 40)           | 50                 |
| Belgique (Wallonie Ultratip 50)        | 6                  |
| Belgique (Flandre Ultratop 50 Singles) | 46                 |
| Canada                                 | 16                 |
| Europe                                 | 19                 |
| Grèce                                  | 11                 |
| Irlande (IRMA)                         | 18                 |
| Italie (FIMI)                          | 24                 |
| Mexique                                | 9                  |
| Nouvelle-Zélande (RMNZ)                | 41                 |
| Norvège (VG-lista)                     | 16                 |
| Pays-Bas                               | 7                  |
| Pays-Bas (Nederlandse Top 40)          | 54                 |
| Roumanie                               | 17                 |
| Royaume-Uni (UK Singles Chart)         | 11                 |
| Suède (Sverigetopplistan)              | 17                 |
| Suisse (Schweizer Hitparade)           | 20                 |
| US Top 40 Tracks                       | 5                  |